# 12564 Ikeller
12564 Ikeller eller 1998 SO49 är en asteroid i huvudbältet som upptäcktes den 22 september 1998 av den tyske amatörastronomen Wolf Bickel vid Bergisch Gladbach observatoriet. Den är uppkallad efter upptäckarens fru, Ingeborg Bickel-Keller.
Asteroiden har en diameter på ungefär 5 kilometer och den tillhör asteroidgruppen Koronis.